# Середня навколоземна орбіта

Порівняння розміру орбіти GPS, ГЛОНАСС, Галілео, Бейдоу-2 та Іридіуму, Міжнародної космічної станції, космічного телескопа Габбл та геостаціонарної орбіти (та орбіти захоронення) з радіаційними поясами Ван Аллена та Землею в масштабі.
Орбіта Місяця приблизно в 9 разів більша за геостаціонарну орбіту.

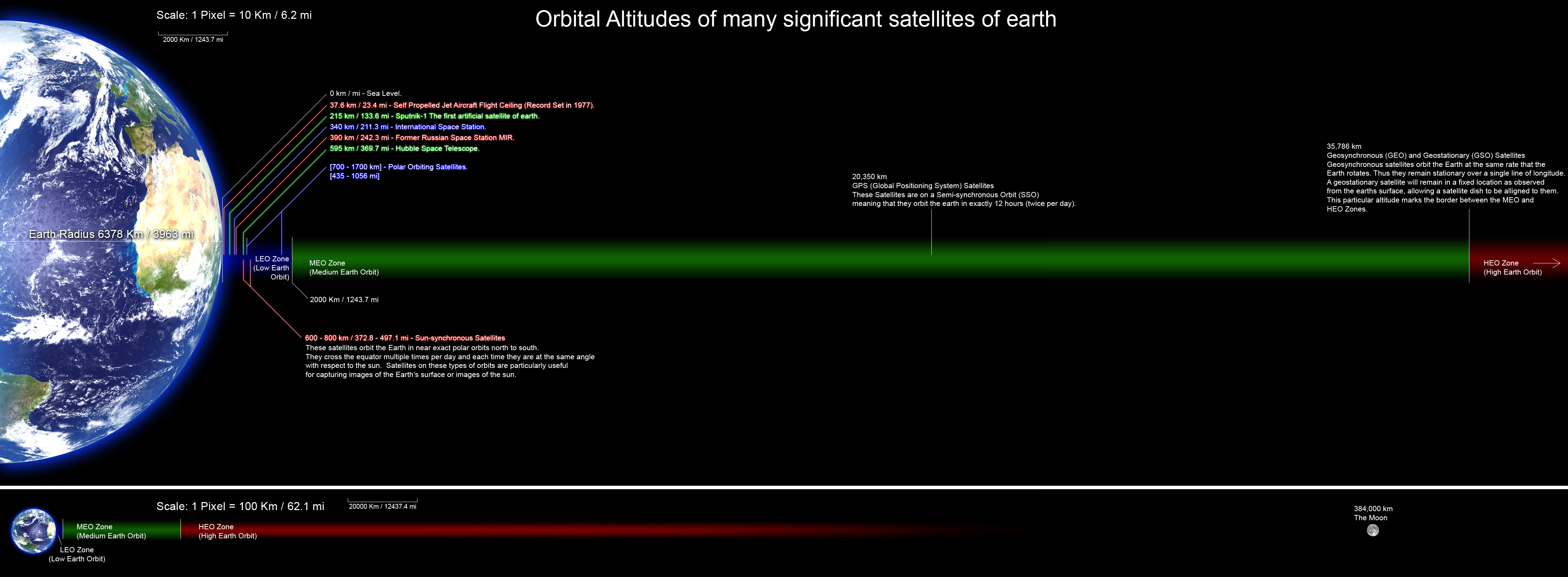
Діаграма низької, середньої та високої навколоземних орбіт у масштабі

Середня навколоземна орбіта (MEO) — це орбіта з центром Землі з висотою над низькою навколоземною орбітою (LEO) і нижче високої навколоземної орбіти (HEO). – від 2 000 до 35 786 км над рівнем моря.
Межа між середньою навколоземною та низькою навколоземною орбітою – це довільна висота, обрана відповідно до прийнятої конвенції, тоді як межа між середньою навколоземною та високою навколоземноб орбітою – це конкретна висота геосинхронної орбіти, на якій супутнику потрібно 24 годин, щоб обігнути Землю, такий же період, як і власне обертання Землі. Усі супутники на MEO мають орбітальний період менше 24 годин, з мінімальним періодом (для кругової орбіти на найменшій висоті MEO) близько 2 години.
Супутники на орбітах MEO збурюються тиском сонячного випромінювання, яке є домінуючою негравітаційною збурювальною силою. Інші збурювальні сили включають: альбедо Землі, тягу навігаційної антени та теплові ефекти, пов’язані з перевипромінюванням тепла.
Область середньої навколоземної орбіти включає дві зони енергійних заряджених частинок над екватором, відомі як радіаційні пояси Ван Аллена, які можуть пошкодити електронні системи супутників без спеціального екранування.

## Використання середньої навколоземної орбіти
Дві середні навколоземні орбіти особливо важливі. Супутник на напівсинхронній орбіті на висоті приблизно 20 200 кілометрів має орбітальний період 12 годин і щодня проходить через ті самі дві точки на екваторі. Ця надійно передбачувана орбіта використовується системою глобального позиціонування (GPS). Інші навігаційні супутникові системи використовують аналогічні середні навколоземні орбіти, включаючи ГЛОНАСС (з висотою 19 100 кілометрів), Галілео (з висотою 23 222 кілометри) і Бейдоу (з висотою 21 528 кілометрів).
Орбіта Молнія має високий кут нахилу 63,4° і високий ексцентриситет 0,722 з періодом 12 годин, тому супутник проводить більшу частину своєї орбіти над вибраною територією у високих широтах. Цю орбіту використовували північноамериканські супутники Sirius Satellite Radio та XM Satellite Radio (нині неіснуючі), а також російські військові супутники зв’язку «Молнія», на честь яких вона і названа.
Супутники зв’язку в MEO включають угруповання O3b і майбутні O3b mPOWER для телекомунікацій і передачі даних у морські, повітряні та віддалені точки (з висотою 8063 кілометри).
Супутники зв'язку для покриття Північного і Південного полюсів також виведені в MEO.
Експериментальний супутник зв’язку Telstar 1, запущений у 1962 році, вийшов на орбіту в ближній орбіті.
У травні 2022 року казахстанський оператор мобільного зв’язку Kcell і власник і оператор супутникового зв’язку SES використали групу супутників SES O3b MEO, щоб продемонструвати, що супутники MEO можна використовувати для забезпечення високошвидкісного мобільного Інтернету у віддалених регіонах Казахстану для надійних відеодзвінків, конференцій і потокова передача, і перегляд веб-сторінок із затримкою (затримкою) у п’ять разів меншою, ніж на існуючій платформі на базі супутників на геостаціонарній орбіті.